# 火星を舞台とした映画一覧
火星を舞台とした映画一覧（かせいをぶたいとしたえいがいちらん）は、火星を舞台とした映画の一覧。
19世紀後半、一部の人々は火星の運河が存在すると信じていた。1894年に日本に滞在したこともあるパーシヴァル・ローウェルがローウェル天文台を建設し、火星を観測。火星人の存在を主張し、それを受けて『宇宙戦争』（1898年）、『火星のプリンセス』（1917年）といったSF小説が書かれた。映画においては、1910年にトーマス・エジソンが短編『A Trip to Mars』を発表したのを最初に、1920年代から1960年代にかけて数多くの火星および火星人の登場する映画が作られた。近年はマリナー計画やバイキング計画などから、人類の火星植民地化をテーマとした作品が増えている。
なおここに挙げる作品は、火星を舞台とする作品のみとし、火星人が登場するのみの映画は含まない。

## 一覧
製作年順。
| 年   | 邦題 / 原題                                                                      | 監督                                | 出演者                                               | 備考                           |
| ---- | -------------------------------------------------------------------------------- | ----------------------------------- | ---------------------------------------------------- | ------------------------------ |
| 1910 | A Trip to Mars                                                                   | アシュリー・ミラー                  |                                                      | 短編                           |
| 1918 | 火星旅行 Himmelskibet                                                            | ホルガー・マドセン                  | グンナール・トルナエス、ザニー・ペテルセン           | デンマーク映画                 |
| 1921 | 火星旅行 Ein Tag auf dem Mars                                                    | ハインツ・シャール                  | リリー・フロール、ヘルマン・ピヒャ                   | ドイツ映画                     |
| 1924 | アエリータ Aelita                                                                | ヤーコフ・プロタザノフ              | ユリア・ソーンツェワ、イーゴリ・イリンスキー         | ソ連映画                       |
| 1930 | 50年後の世界 Just Imagine                                                        | デイヴィッド・バトラー              | エル・ブレンデル、モーリン・オサリヴァン             |                                |
| 1938 | フラッシュ・ゴードン マーズ・アタック Mars Attacks the World                     | フォード・ビーブ、ロバート・F・ヒル | バスター・クラブ、ジーン・ロジャース                 |                                |
| 1950 | 火星探険 Rocketship X-M                                                          | カート・ニューマン                  | ロイド・ブリッジス、オザ・マッセン                   |                                |
| 1951 | 火星超特急 Flight to Mars                                                        | レスリー・セランダー                | マーゲリット・チャップマン、キャメロン・ミッチェル   |                                |
| 1955 | 宇宙征服 Conquest of Space                                                       | バイロン・ハスキン                  | ウォルター・ブルック、エリック・フレミング           |                                |
| 1958 | 恐怖の火星探検 It! The Terror from Beyond Space                                  | エドワード・L・カーン               | マーシャル・トンプソン、ショーン・スミス             |                                |
| 1960 | 巨大アメーバの惑星 The Angry Red Planet                                          | イブ・メルキオール                  | ジェラルド・モーア、ノーラ・ヘイドン                 |                                |
| 1964 | 火星着陸第1号 Robinson Crusoe on Mars                                            | バイロン・ハスキン                  | ポール・マンティー、アダム・ウェスト                 |                                |
| 1966 | スペース・ヴァンパイアＱ Queen of Blood                                          | カーティス・ハリントン              | ジョン・サクソン、デニス・ホッパー                   |                                |
| 1990 | トータル・リコール Total Recall                                                  | ポール・バーホーベン                | アーノルド・シュワルツェネッガー、シャロン・ストーン |                                |
| 1998 | スピーシーズ2 Species II                                                         | ピーター・メダック                  | マイケル・マドセン、ナターシャ・ヘンストリッジ       |                                |
| 2000 | ミッション・トゥ・マーズ Mission to Mars                                         | ブライアン・デ・パルマ              | ゲイリー・シニーズ、ドン・チードル                   |                                |
| 2000 | レッドプラネット Red Planet                                                      | アントニー・ホフマン                | ヴァル・キルマー、キャリー＝アン・モス               |                                |
| 2000 | ブレイブ・リトル・トースター 火星へ行こう! he Brave Little Toaster goes to mars  | ロバート・Ｃ・ラミレズ              |                                                      | アニメーション                 |
| 2001 | カウボーイビバップ 天国の扉                                                      | 渡辺信一郎                          | 声＝山寺宏一、林原めぐみ                             | アニメーション                 |
| 2001 | ゴースト・オブ・マーズ Ghosts of Mars                                            | ジョン・カーペンター                | アイス・キューブ、ナターシャ・ヘンストリッジ         |                                |
| 2001 | ヴィンセント・ギャロ ストランデッド Stranded                                     | マリア・リドン                      | ヴィンセント・ギャロ、マリア・デ・メデイロス         | スペイン映画                   |
| 2005 | DOOM Doom                                                                        | アンジェイ・バートコウィアク        | カール・アーバン、ロザムンド・パイク                 |                                |
| 2009 | アバター・オブ・マーズ Princess of Mars                                          | マーク・アトキンス                  | アントニオ・サバト・Jr.、トレイシー・ローズ          |                                |
| 2009 | ウォッチメン Watchmen                                                            | ザック・スナイダー                  | マリン・アッカーマン、ビリー・クラダップ             |                                |
| 2011 | 少年マイロの火星冒険記3D Mars Needs Moms                                         | サイモン・ウェルズ                  | セス・グリーン、ダン・フォグラー                     |                                |
| 2012 | ジョン・カーター John Carter                                                     | アンドリュー・スタントン            | テイラー・キッチュ、リン・コリンズ                   |                                |
| 2013 | ラスト・デイズ・オン・マーズ The Last Days on Mars                               | ルアイリ・ロビンソン                | リーヴ・シュレイバー、イライアス・コティーズ         |                                |
| 2015 | オデッセイ The Martian                                                           | リドリー・スコット                  | マット・デイモン、ジェシカ・チャステイン             |                                |
| 2015 | マーズ・オデッセイ Martian Land                                                  | スコット・ホイーラー                | アラン・ピエトルスザウスキー、レイン・タウンセンド   |                                |
| 2016 | テラフォーマーズ                                                                 | 三池崇史                            | 伊藤英明、武井咲                                     |                                |
| 2017 | キミとボクの距離 The Space Between Us                                            | ピーター・チェルソム                | ゲイリー・オールドマン、エイサ・バターフィールド     |                                |
| 2017 | スターシップ・トゥルーパーズ レッドプラネット Starship Troopers: Traitor of Mars | 荒牧伸志、松本勝                    | 声＝キャスパー・ヴァン・ディーン、ディナ・メイヤー   | コンピュータアニメーション映画 |
| 2018 | クリムゾン・プラネット 2036 Origin Unknown                                       | ハズラフ・ドゥルール                | ケイティー・サッコフ、ジュリー・コックス             |                                |
| 2018 | マーズ・コンタクト Forsaken                                                      | アレクサンデル・クリコフル          | アンドレイ・スモリアコフ、アナ・バンシュチコバ       | ロシア映画                     |
| 2019 | アド・アストラ Ad Astra                                                          | ジェームズ・グレイ                  | ブラッド・ピット、トミー・リー・ジョーンズ           |                                |

## テレビ作品
- 火星年代記（The Martian Chronicles）(1980)
- バビロン5 (1993 - 1999)
- クリムゾン・フォース (2005)
- エクスパンス -巨獣めざめる- (2015 - )
- マーズ 火星移住計画（Mars）(2016)

## 関連
- 火星を扱った作品一覧
- SF映画の一覧